# Степнянська сільська рада (Бериславський район)
Степня́нська сільська́ ра́да — адміністративно-територіальна одиниця та орган місцевого самоврядування в Бериславському районі Херсонської області. Адміністративний центр — село Степне.

## Загальні відомості
- Населення ради: 878 осіб (станом на 2001 рік)

## Населені пункти
Сільській раді підпорядковані населені пункти:
- с. Степне
- с. Кошара

## Склад ради
Рада складається з 12 депутатів та голови.
- Голова ради: Кречик Петро Федорович
- Секретар ради: Марченко Людмила Іванівна

### Керівний склад попередніх скликань
| Прізвище, ім'я, по батькові  | Основні відомості                                                               | Дата обрання | Дата звільнення |
| ---------------------------- | ------------------------------------------------------------------------------- | ------------ | --------------- |
| Резніченко Віктор Степанович | Сільський голова, 1953 року народження, освіта вища, безпартійний               | 26.03.2006   | 31.10.2010      |
| Рєзніченко Віктор Степанович | Сільський голова, 1953 року народження, освіта вища, безпартійний               | 31.10.2010   | 01.01.2014      |
| Кречик Петро Федорович       | Сільський голова, 1953 року народження, освіта середня спеціальна, безпартійний | 26.10.2014   |                 |

Примітка: таблиця складена за даними сайту Верховної Ради України

### Депутати
За результатами місцевих виборів 2010 року депутатами ради стали:

#### За суб'єктами висування
| Суб'єкт висування | Кількість обраних депутатів | %    |
| ----------------- | --------------------------- | ---- |
| Партія регіонів   | 10                          | 83,3 |
| Самовисування     | 2                           | 16,7 |

#### За округами
| № округу        | Прізвище, ім'я, по батькові     | Дата визнання обраним | Освіта  | Партійна приналежність | Відомості про обраного депутата                       |
| --------------- | ------------------------------- | --------------------- | ------- | ---------------------- | ----------------------------------------------------- |
| Партія регіонів |                                 |                       |         |                        |                                                       |
| 1               | Павлик Світлана Віталіївна      | 02.11.2010            | середня | член Партії регіонів   | тимчасово не працює                                   |
| 2               | Ленінська Наталія Володимирівна | 02.11.2010            | середня | член Партії регіонів   | Степнянське відділення зв'язку, начальник відділення  |
| 3               | Ігнатенко Надія Борисівна       | 02.11.2010            | вища    | член Партії регіонів   | Степнянська сільська рада, соціальний працівник       |
| 4               | Марченко Людмила Іванівна       | 02.11.2010            | вища    | член Партії регіонів   | Степнянська сільська рада, секретар                   |
| 5               | Габжила Світлана Олександрівна  | 02.11.2010            | середня | член Партії регіонів   | ТОВ «Югранзитсервіс-Агропродукт», технічний працівник |
| 6               | Кновець Микола Володимирович    | 02.11.2010            | вища    | позапартійний          | тимчасово не працює                                   |
| 9               | Камишан Олена Миколаївна        | 02.11.2010            | середня | позапартійна           | тимчасово не працює                                   |
| 10              | Джус Наталія Володимирівна      | 02.11.2010            | середня | член Партії регіонів   | тимчасово не працює                                   |
| 11              | Роза Валерій Петрович           | 02.11.2010            | середня | член Партії регіонів   | тимчасово не працює                                   |
| 12              | Смєлікова Єлизавета Михайлівна  | 02.11.2010            | середня | член Партії регіонів   | пенсіонер                                             |
| Самовисування   |                                 |                       |         |                        |                                                       |
| 7               | Торопа Ніна Володимирівна       | 02.11.2010            | середня | позапартійна           | пенсіонер                                             |
| 8               | Голуб Любов Василівна           | 02.11.2010            | середня | позапартійна           | тимчасово не працює                                   |